# Direction de la propreté et de l'eau
La Direction de la propreté et de l'eau (DPE) est une Direction de la ville de Paris chargée du nettoyage des rues, de la collecte des déchets sur l'ensemble de la commune et de la tutelle de l'établissement public Eau de Paris, qui gère l'apport en eau potable de la capitale.

## Missions et emplois

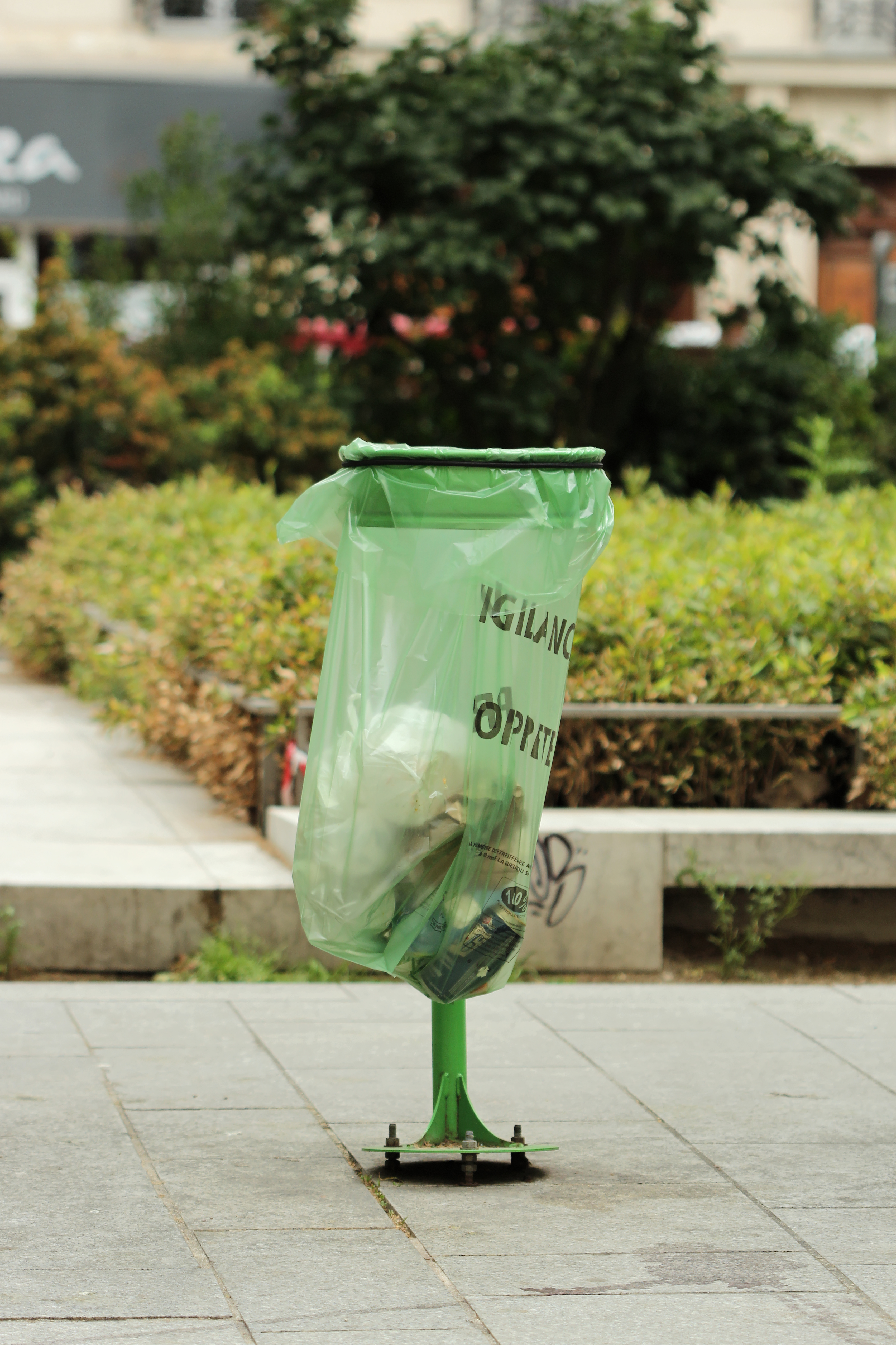
Corbeille de rue avec sac transparent boulevard Richard Lenoir

La Direction de la propreté et de l'eau a la charge de : 
- 2 900 km de trottoirs à nettoyer ;
- 30 000 corbeilles de rue à collecter ;
- 3 000 tonnes de déchets collectés par jour par 480 bennes ;
- 400 000 m2 de graffiti à enlever par an ;
- 2 445 km d’égouts à entretenir ;
- 111 000 branchements particuliers sur les égouts à vérifier ;
- 328 millions de m3 d’eau usée collectée en 2015 ;
- 12 650 km de câbles de fibre optique dans les égouts à contrôler.

Pour assurer ces missions, la Direction de la Propreté et de l'Eau emploie 7500 agents : 
- 6 800 agents au Service technique de la propreté de Paris (STPP) dont 5 000 éboueurs, 700 conducteurs du service des moyens mécanisés (SMM) et 500 techniciens des services opérationnels du nettoiement ;

- 500 agents au Service technique de l’eau et de l’assainissement (STEA) dont 200 égoutiers et 70 techniciens des services opérationnels de l’assainissement.

En 2023, les services municipaux de la ville assurent la collecte dans les 2è, 5è, 6è, 8è, 9è, 12è, 14è, 16è, 17è et 20è arrondissements de Paris. Dans les autres, ce sont des entreprises privées qui effectuent le ramassage des ordures.

## Organisation
La DPE est divisée en 14 divisions territoriales et une division "Fonctionnelle" chargée d'intervenir 24h/24 sur tout le territoire de la ville.
Les services de la DPE ou les prestataires privés (suivant les arrondissements) interviennent 7j/7.
Une application "Dans ma rue" permet à la population de signaler tout déchet abandonné ou dégradation sur les lieux publics.
La Direction de la Propreté et de l'Eau travaille en collaboration avec d'autres services parmi lesquels la Direction des Espaces Verts et de l’Environnement (DEVE), la Direction de la Police Municipale et de la Prévention (DPMP) et la Direction de la Voirie et des Déplacements (DVD).

### Ateliers
La Direction de la propreté et de l’eau possède des dizaines d’ateliers répartis sur toute la ville de Paris, permettant aux éboueurs d’intervenir sur chaque arrondissement.
Des garages pour les petits véhicules de collecte sont disposés dans certains arrondissement, gérés par les services technique de la propreté de Paris (STPP), notamment sous le périphérique (porte de St Ouen, porte de Clichy, porte d’Issy les Moulineaux) tandis que les véhicules de collecte et de balayage sont essentiellement implantés en dehors de Paris (garages d’Aubervilliers, de Romainville d’Ivry sur Seine) . Ces différentes villes voudraient reprendre le foncier de ces différents garages, obligeant la ville de Paris à reconstruire des ateliers sur Paris ou en périphérie immédiate, comme à Romainville.

## Traitements des déchets
Le traitement des déchets collectés est assuré par le Syctom, agence métropolitaine des déchets ménagers qui traite les déchets produits par 5,5 millions d’habitants dans ses 85 communes adhérentes réparties sur 5 départements (Paris, Hauts-de-Seine, Yvelines, Seine-Saint-Denis, Val-de-Marne).

## Grèves
À la suite du projet de réforme des retraites en France en 2023, la grève des éboueurs municipaux entraînent, le 12 mars, un cumul de plus de 5 000 tonnes d'ordures sur les trottoirs de la capitale, causant selon les riverains, « un vrai problème d’hygiène ». Trois usines d’incinération situées aux portes de la capitale sont par ailleurs à l’arrêt, empêchant la possibilité de traitement de ces ordures dans un délai rapide.

## Galerie d’illustrations

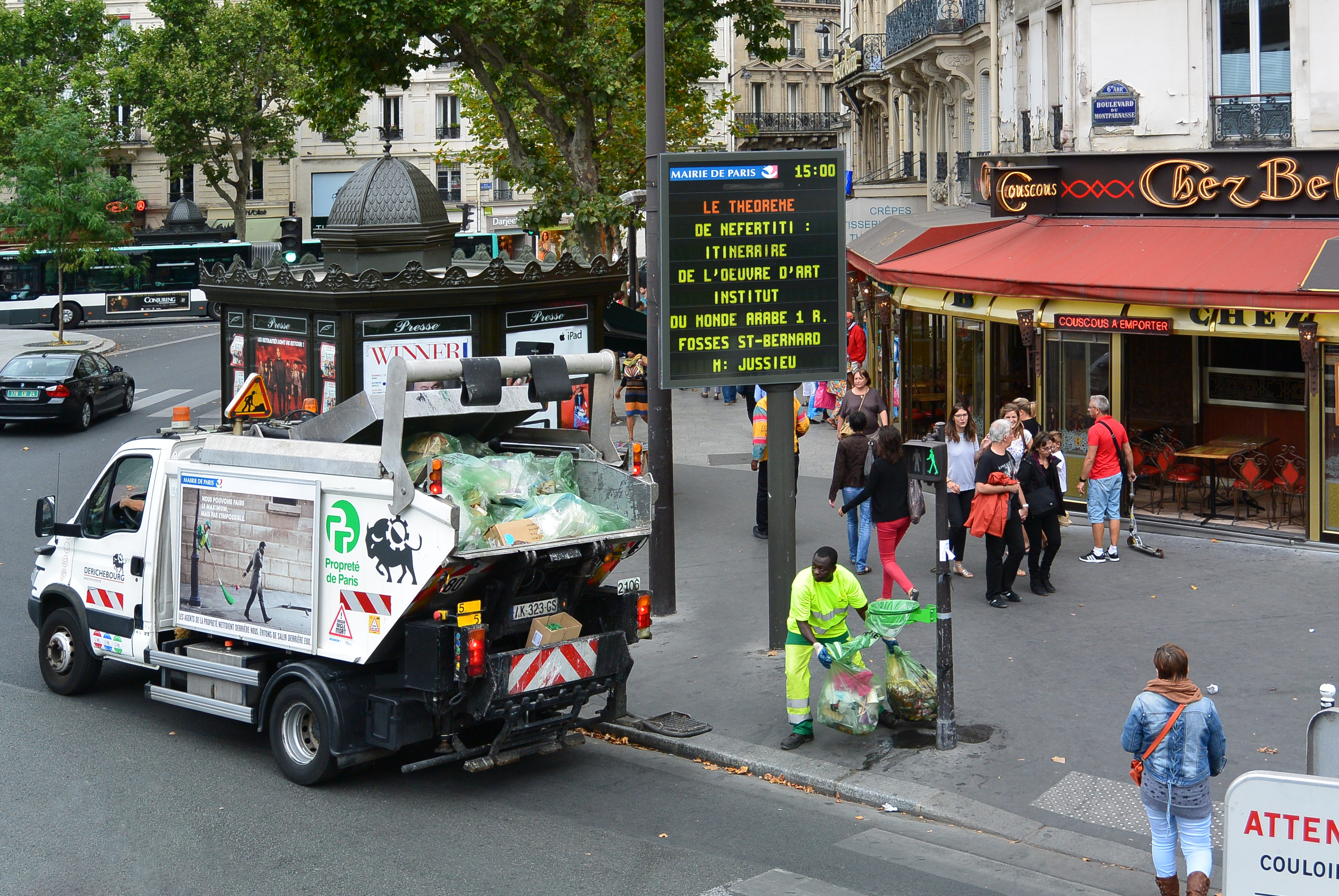
Collecte de déchets déposés dans une corbeille de rue, boulevard du Montparnasse.
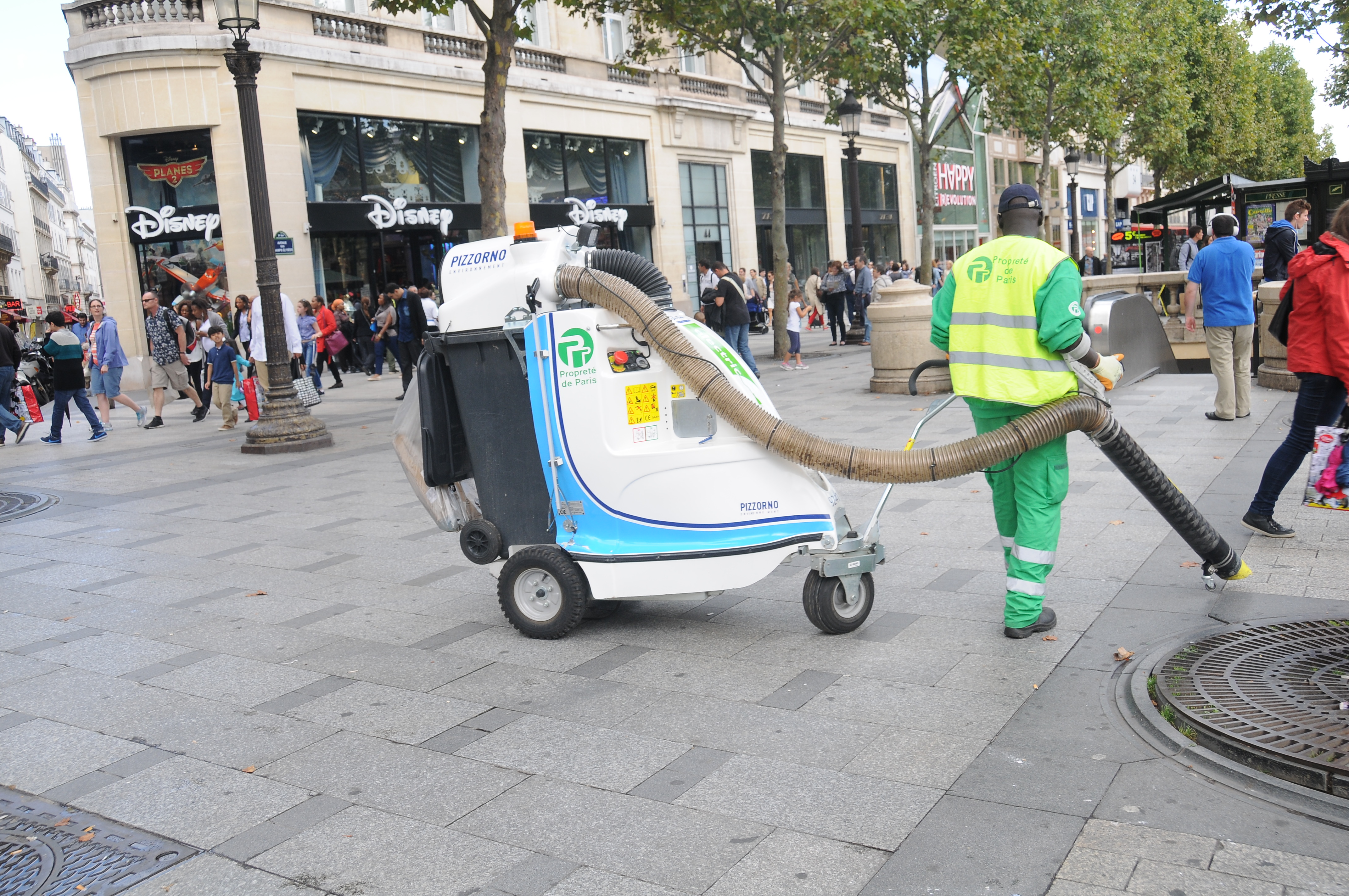
Balayeurs, avenue des Champs-Elysées.
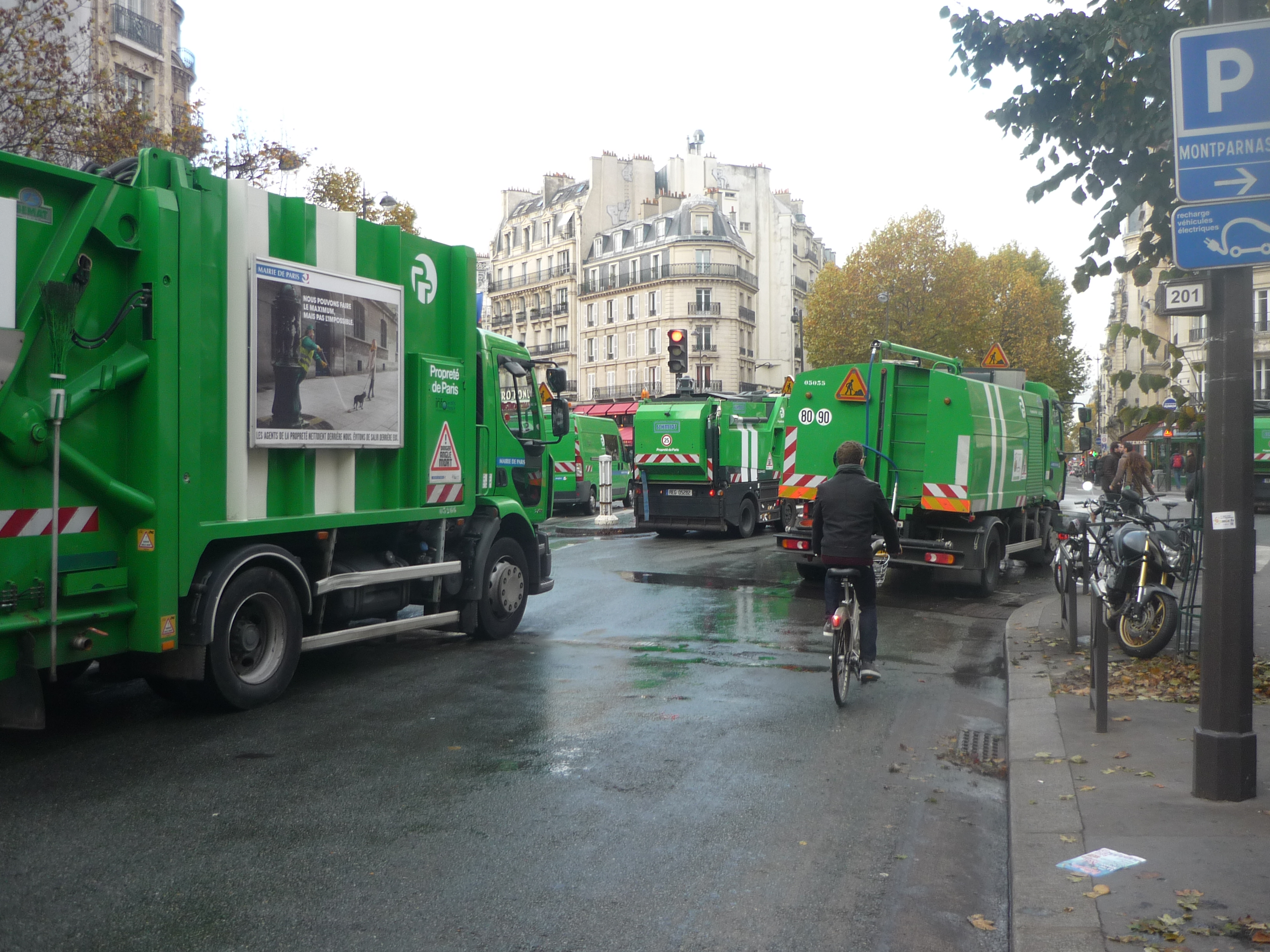
Engins de voiries nettoyant les voies après une manifestation.
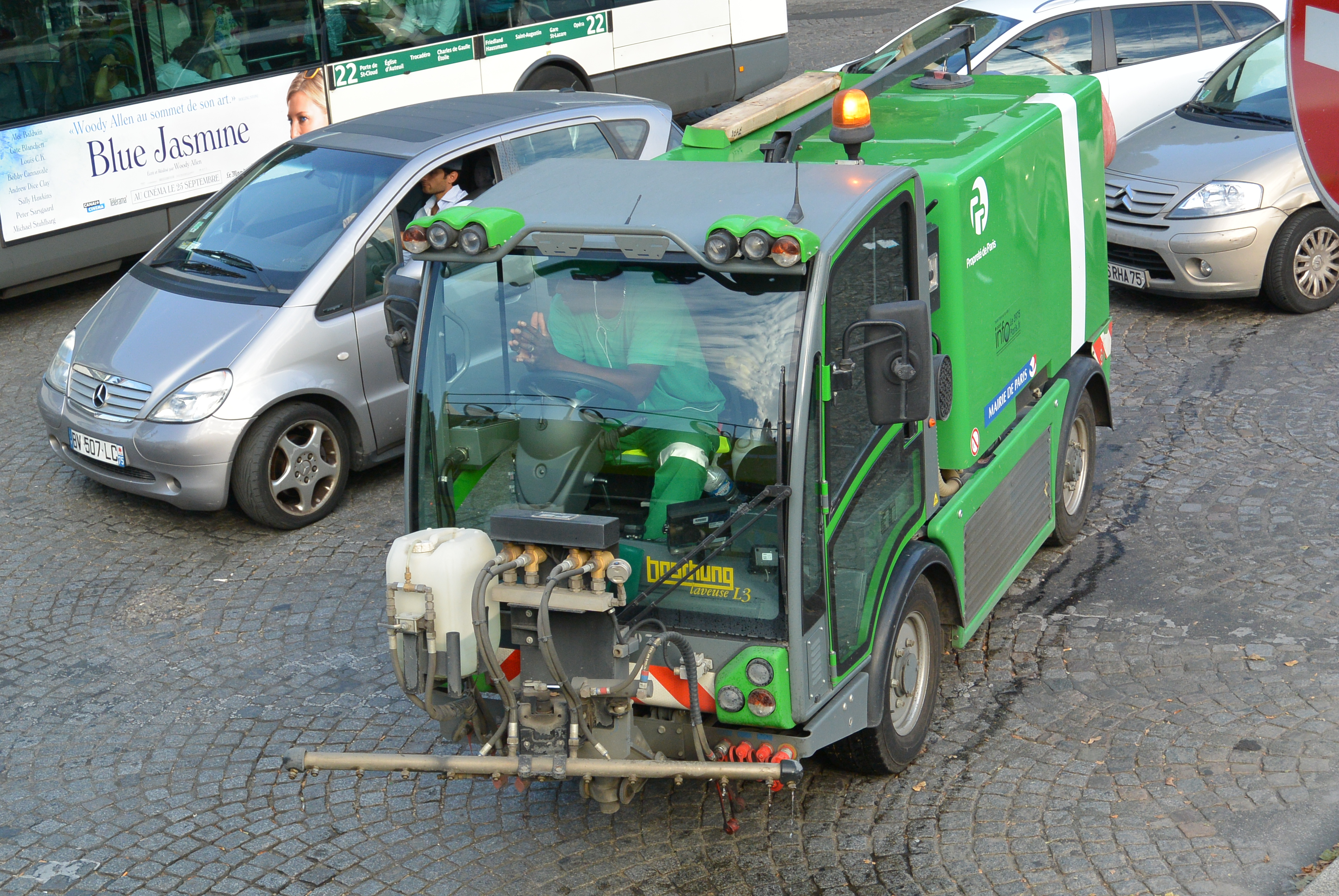
Laveuse de rue.
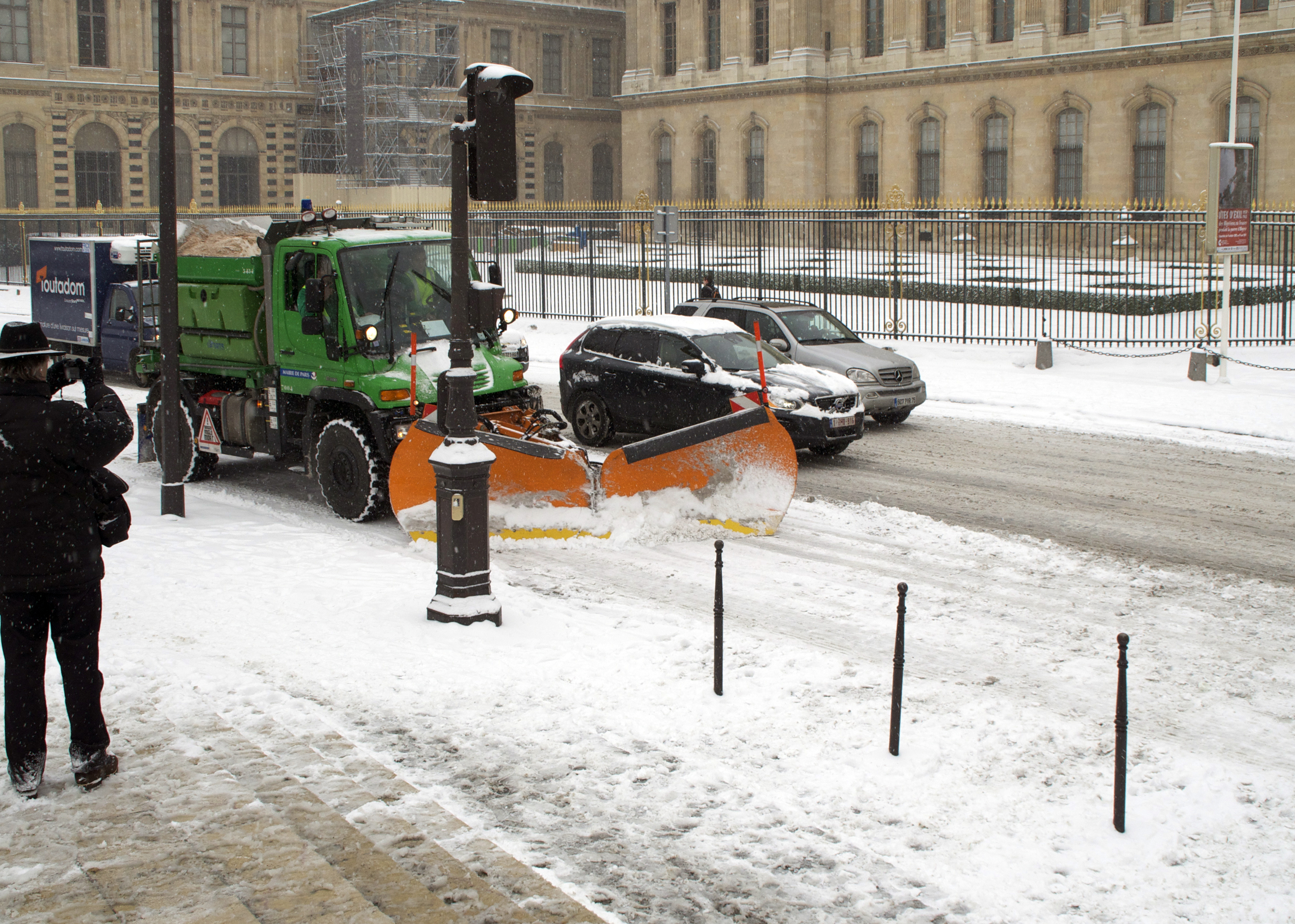
Un véhicule déneigeant la chaussée, quai des Tuileries.
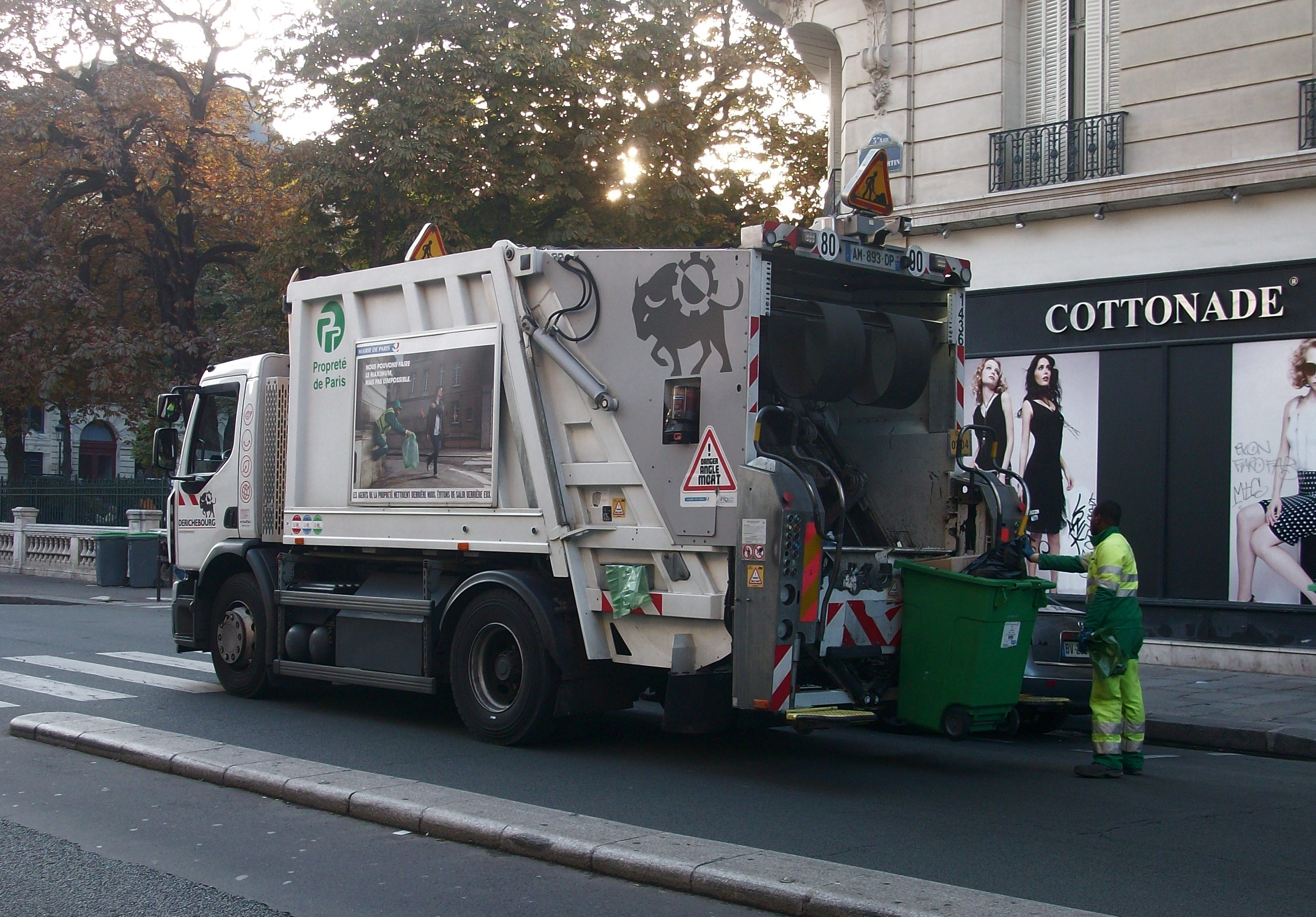
Camion poubelle de l’entreprise Derichebourg, sous-traitant à Paris.
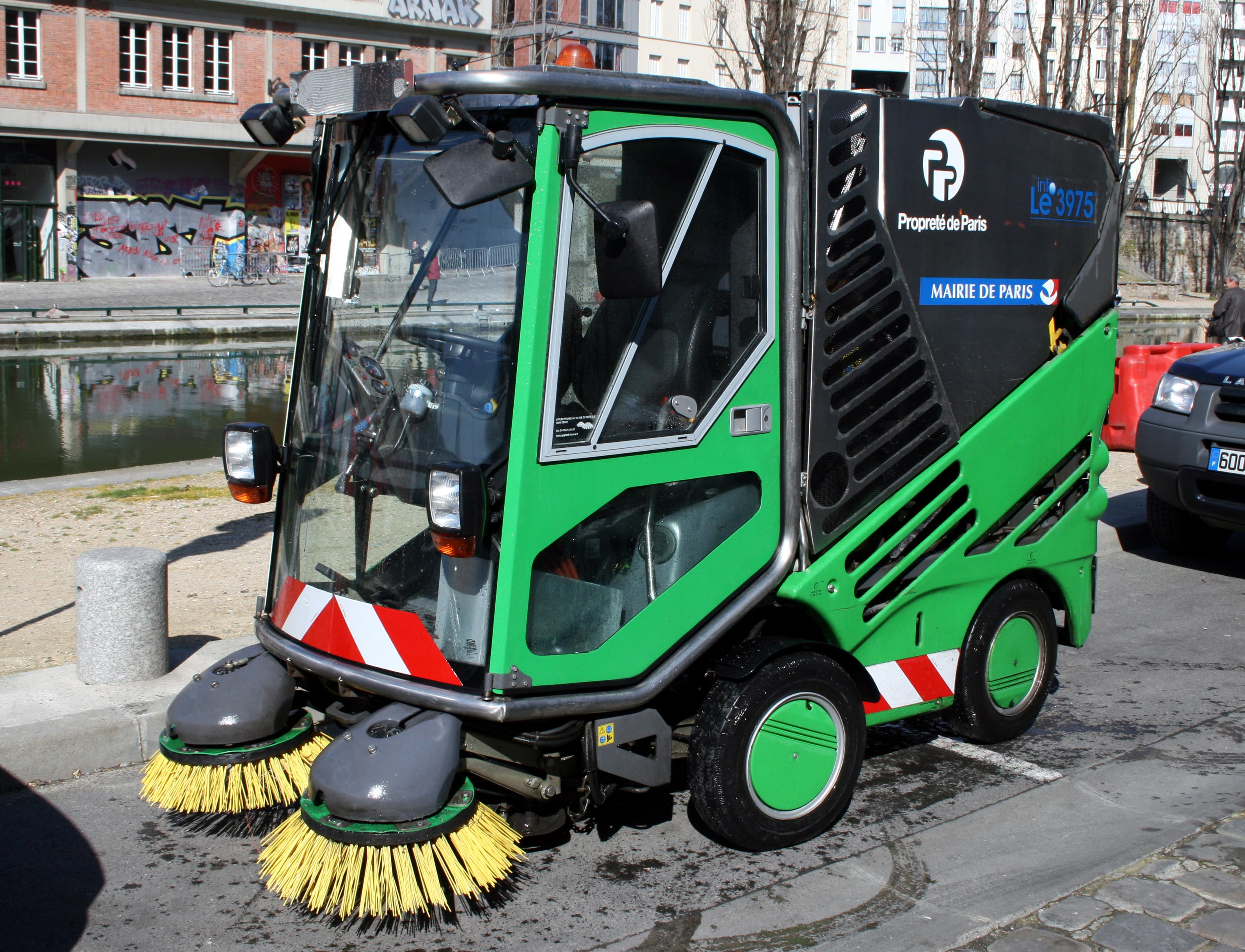
Voiture de nettoyage de la ville de Paris
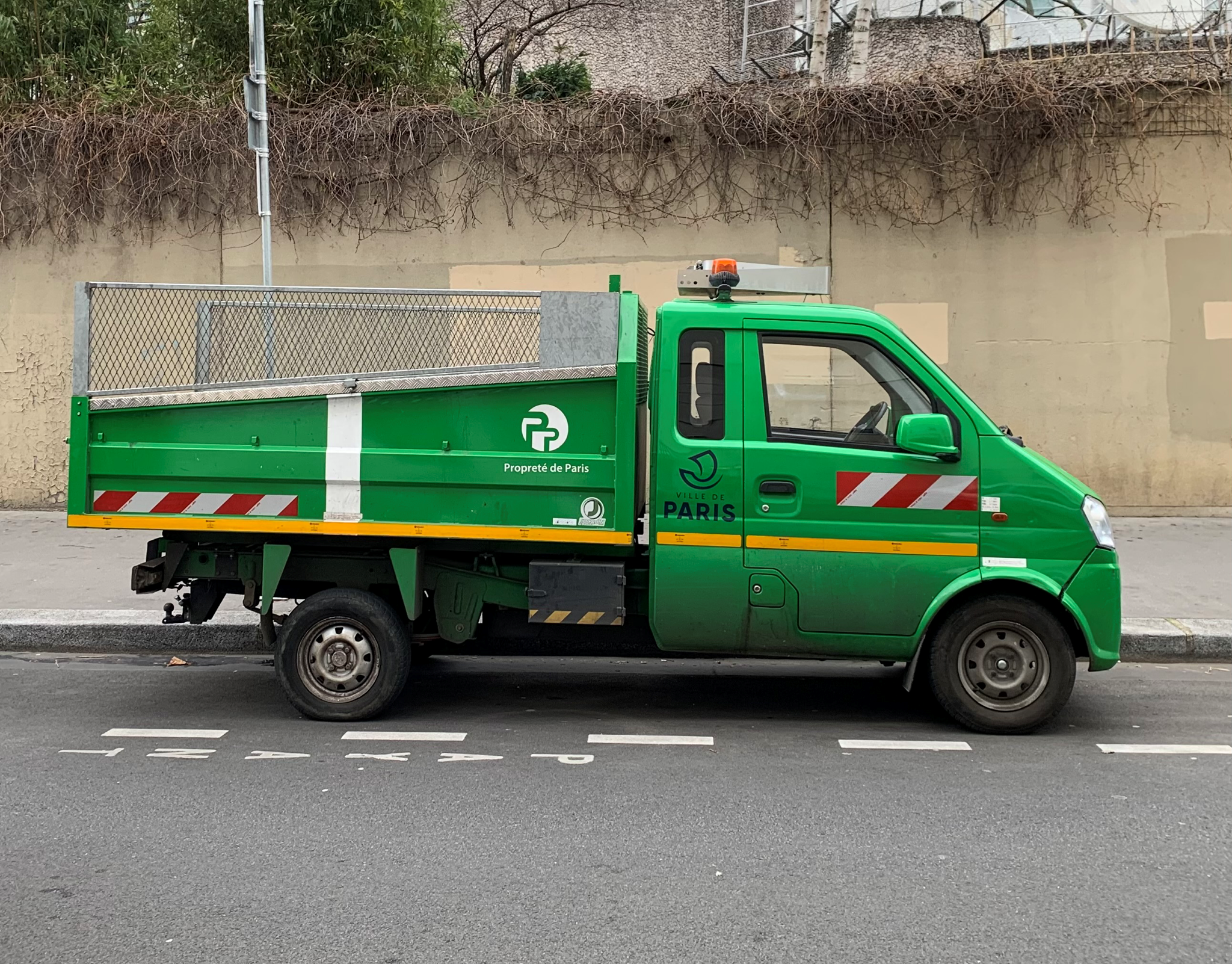
Camionnette en stationnement
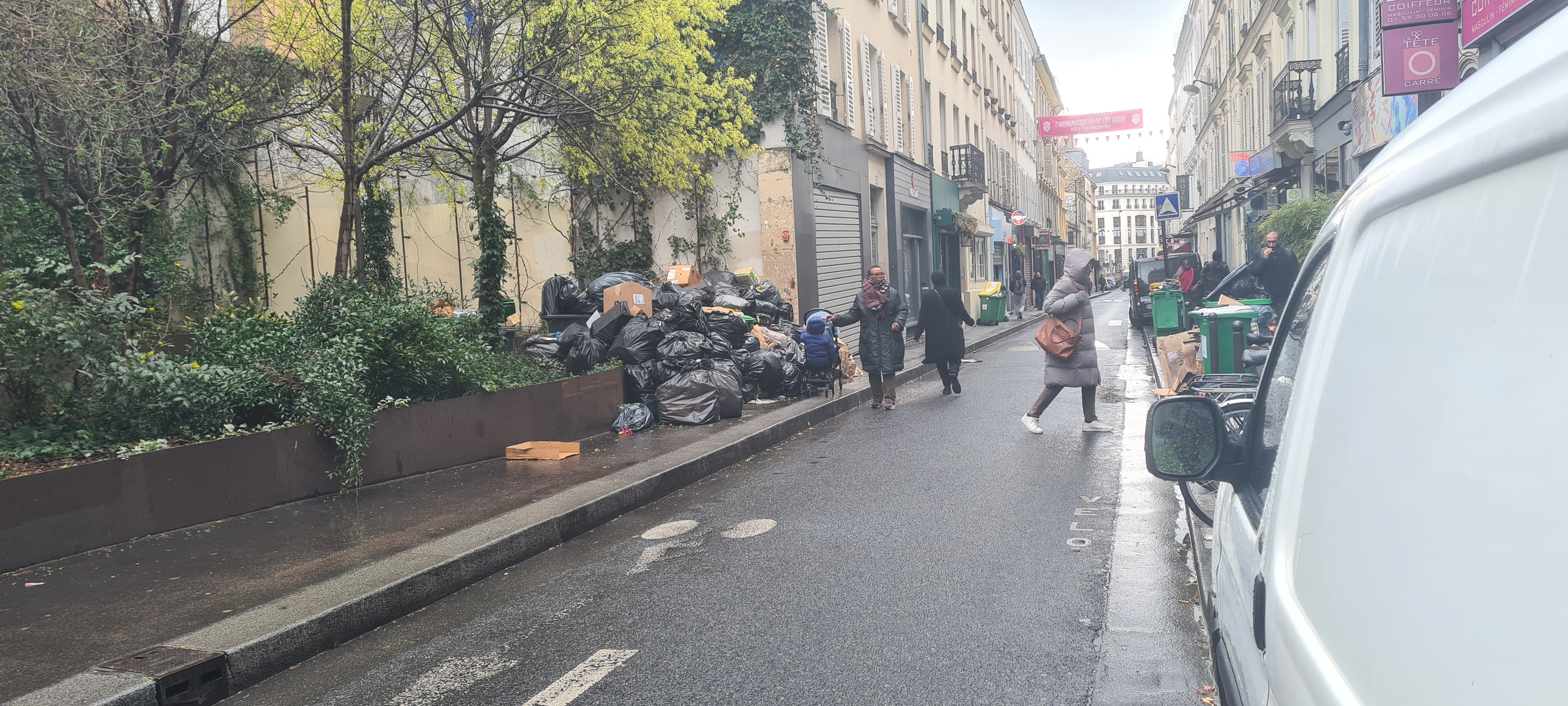
Rue Biot, trottoir bloqué par les ordures